# Tyus Battle
Tyus Akili Battle, né le 23 septembre 1997, à Livingston, au New Jersey, est un joueur américain de basket-ball. Il évolue aux postes d'arrière et d'ailier.

## Biographie

### Carrière universitaire
Entre 2016 et 2019, il joue pour l'Orange à l'université de Syracuse.
Lors de sa seconde année, Tyus marque son 1000e point avec Syracuse. Après cette saison, il s'inscrit à la draft 2018 de la NBA sans signer avec un agent. Le 30 mai 2018, il retire son nom de la draft et revient pour une troisième saison à Syracuse.
À la fin de la troisième année, il s'inscrit à la draft 2019 de la NBA, perdant sa dernière année d'éligibilité.

### Carrière professionnelle

#### Wolves de l'Iowa (2019-2020)
Le 20 juin 2019, il n'est pas sélectionné lors de la draft 2019 de la NBA.
En juillet 2019, il participe à la NBA Summer League 2019 de Las Vegas avec les Timberwolves du Minnesota.
Le 14 octobre 2019, il signe un contrat avec les Timberwolves du Minnesota. Le 19 octobre 2019, il est libéré par les Timberwolves.
Le 26 octobre 2019, il rejoint les Wolves de l'Iowa, l'équipe de G-League affiliée aux Timberwolves.

#### BC Enisey (2020-2021)
Le 27 juillet 2020, il signe avec le club russe du BC Enisey.

#### Dinamo Sassari (depuis 2021)
Le 9 juillet 2021, il signe avec le club italien du Dinamo Sassari.

## Statistiques
gras = ses meilleures performances

### Universitaires
| Saison    | Équipe   | Matchs | Titul. | Min./m | % Tir | % 3pts | % LF | Rbds/m. | Pass/m. | Int/m. | Ctr/m. | Pts/m. |
| --------- | -------- | ------ | ------ | ------ | ----- | ------ | ---- | ------- | ------- | ------ | ------ | ------ |
| 2016-2017 | Syracuse | 34     | 25     | 30,7   | 43,3  | 36,6   | 79,8 | 2,09    | 1,71    | 1,29   | 0,24   | 11,32  |
| 2017-2018 | Syracuse | 37     | 37     | 39,0   | 39,9  | 32,2   | 83,9 | 2,92    | 2,05    | 1,46   | 0,19   | 19,24  |
| 2018-2019 | Syracuse | 32     | 32     | 36,3   | 43,1  | 32,1   | 76,3 | 3,28    | 2,50    | 1,16   | 0,25   | 17,19  |
| Carrière  | Carrière | 103    | 94     | 35,4   | 41,7  | 33,5   | 80,3 | 2,76    | 2,08    | 1,31   | 0,22   | 15,99  |

## Palmarès
- Second-team All-ACC (2018)
- Third-team All-ACC (2019)